# Jody Linscott
Jody Linscott is een Amerikaans percussioniste die in Engeland woont en werkt. Ze speelt met tal van artiesten en heeft daarnaast twee kinderboeken geschreven die beiden zijn voorzien van eigen composities. Ze heeft twee dochters.

## Biografie
Jody Linscott ging in 1971 op vakantie naar Engeland en is daar sindsdien blijven wonen. Tijdens haar studie boekbinden repareerde ze spullen waaronder een conga die nooit meer werd opgehaald door de eigenaar. Haar interesse in percussie was gewekt, en ze ging op les bij de Ghanese percussionist Mustapha Tete Ade die in haar een natuurtalent zag. Linscott werkte overdag als serveerster in Dingwalls, een uitgaansgelegenheid in Camden Town, en bewaarde haar zelfgebouwde conga's in de garderobe om 's avonds met de livebands mee te kunnen spelen. Dit leidde ertoe dat de band Kokomo haar inhuurde als percussioniste. 
Daarna speelde Linscott op het eerste soloalbum van Robert Palmer en begeleidde ze hem tijdens een twee jaar durende tournee door Amerika. Speciaal voor deze gelegenheid bouwde ze een eigen set-up. Daarna maakten ook andere - veelal prominente - artiesten gebruik van haar diensten. Zo werkte ze met Paul McCartney op de soundtrack van de film Give My Regards to Broad Street en met David Gilmour op zijn eerste soloalbum About Face, beiden uitgebracht in 1984. 
In 1994 was Linscott te horen op het livealbum A Celebration: The Music of Pete Townshend and The Who (ook bekend als Daltrey Sings Townshend) dat op 23 en 24 februari werd opgenomen in de Carnegie Hall ter gelegenheid van Townshends vijftigste verjaardag. In 2007 speelde Linscott tijdens het concert ter herdenking van Prinses Diana's tiende sterfdag. 

## Overzicht
Een willekeurige lijst van artiesten waarmee Linscott heeft gespeeld: 
Jaki Graham, Dido, Elton John, The Who, Mike Oldfield, Billy Bragg, Eric Clapton, Phil Collins, David Gilmour (Pink Floyd), Roger Daltrey, Ray Davies, John Entwistle, John Wesley Harding, Kokomo, Stevie Wonder, Patti LaBelle, Nils Lofgren, John Mayall, Robert Palmer, Pet Shop Boys, Simon Phillips, David Sanborn, Pete Townshend, Jay-Z, Avril Lavigne, Tom Jones, Daryl Hall, Atomic Kitten, Blue, Bryan Adams, Don Henley, The Bee Gees, The Clash, Billy Squier, Snowy White, Paul McCartney, Hamish Stuart, Sam Brown, Joan Armatrading, The Waterboys, Bryan Ferry, Take That, Natasha Bedingfield, Will Young, John Hall en Swing Out Sister.

## Filmografie
Linscott verscheen in een aantal films en concertvideo's, waaronder:
- All the Best Cowboys Have Chinese Eyes (1982)
- Give My Regards to Broad Street (1984)
- David Gilmour: Live At Hammersmith Odeon (1984)
- Pete Townshend: Deep End Live! (1985)
- Elton John: "Live in Australia, Tour de Force" (1986)
- Stand by Me: AIDS Day Benefit (1987)
- The Who Live at Giants Stadium (1989)
- A Celebration: The Music of Pete Townshend and The Who (1994)
- The Who: Thirty Years of Maximum R&B (1994)
- MasterCard Masters of Music Concert for The Prince's Trust (1996)
- Mike Oldfield: Tubular Bells III premiere in Horse Guards Parade London (1998)
- Mike Oldfield: The Millennium Bell Live in Berlin (1999)
- Pete Townshend: VH1 Storytellers (2000) (TV)
- Pete Townshend: Music From Lifehouse (2000)
- Dido Live (2005)
- The Who: Tommy and Quadrophenia Live with Special Guests (1997 production, 2005 release)
- Don Henley: All She Wants to Do Is Dance

- Gemeinsame Normdatei: 134445902
- International Standard Name Identifier: 0000 0000 3098 5526
- Library of Congress Control Number: n92122528
- MusicBrainz: 72b4c5d4-e4aa-4c12-b9ec-9a930a3580d5
- Nationale Bibliotheek van Tsjechië: xx0202015
- Nationale Bibliotheek van Israël: 987007399304705171
- Virtual International Authority File: 79626241